# Warriewood
Warriewood är en del av en befolkad plats i Australien. Den ligger i regionen Pittwater och delstaten New South Wales, i den sydöstra delen av landet, omkring 21 kilometer norr om delstatshuvudstaden Sydney. Antalet invånare är 4 994.
Trakten är tätbefolkad. Närmaste större samhälle är Dee Why, nära Warriewood. Genomsnittlig årsnederbörd är 1 380 millimeter. Den regnigaste månaden är februari, med i genomsnitt 200 mm nederbörd, och den torraste är juli, med 36 mm nederbörd.